# Rainer Ernst
Rainer Ernst (* 31. prosinec 1961, Neustrelitz) je bývalý německý fotbalista, ofenzivní záložník nebo útočník, reprezentant východního Německa. V sezónách 1983/84 a 1984/85 byl nejlepším střelcem východoněmecké oberligy.

## Fotbalová kariéra
Ve východoněmecké oberlize hrál za Berliner FC Dynamo. Nastoupil ve 216 ligových utkáních a dal 91 gólů. S Berliner FC Dynamo získal desetkrát mistrovský titul a dvakrát vyhrál východoněmecký fotbalový pohár. Po sjednocení Německa hrál v Bundeslize za 1. FC Kaiserslautern, nastoupil ve 18 ligových utkáních, dal 2 góly a v roce 1991 vyhrál s týmem Bundesligu. Dále hrál ve francouzské Ligue 2 za FC Girondins de Bordeaux a AS Cannes a ve švýcarské lize za FC Zürich. Kariéru končil v regionální německé soutěži v týmu FSV Salmrohr. V Poháru mistrů evropských zemí nastoupil ve 26 utkáních a dal 6 gólů, v Poháru vítězů pohárů nastoupil v 5 utkáních a dal 1 gól. Za reprezentaci Východního Německa (NDR) nastoupil v letech 1981–1990 v 56 utkáních a dal 20 gólů.

## Ligová bilance
| Ročník                           | Zápasy | Góly | Klub                     |
| -------------------------------- | ------ | ---- | ------------------------ |
| I. liga 1978/79                  | 2      | 0    | Berliner FC Dynamo       |
| I. liga 1979/80                  | 6      | 0    | Berliner FC Dynamo       |
| I. liga 1980/81                  | 9      | 1    | Berliner FC Dynamo       |
| I. liga 1981/82                  | 16     | 4    | Berliner FC Dynamo       |
| I. liga 1982/83                  | 22     | 9    | Berliner FC Dynamo       |
| I. liga 1983/84                  | 26     | 20   | Berliner FC Dynamo       |
| I. liga 1984/85                  | 25     | 24   | Berliner FC Dynamo       |
| I. liga 1985/86                  | 21     | 7    | Berliner FC Dynamo       |
| I. liga 1986/87                  | 19     | 5    | Berliner FC Dynamo       |
| I. liga 1987/88                  | 25     | 12   | Berliner FC Dynamo       |
| I. liga 1988/89                  | 21     | 4    | Berliner FC Dynamo       |
| I. liga 1989/90                  | 24     | 5    | FC Berlin                |
| Bundesliga 1990/91               | 18     | 2    | 1. FC Kaiserslautern     |
| Ligue 2 1991/92                  | 24     | 7    | FC Girondins de Bordeaux |
| Ligue 2 1992/93                  | 7      | 0    | AS Cannes                |
| švýcarská fotbalová liga 1993/94 | 16     | 2    | FC Zürich                |
| CELKEM DDR-Oberliga              | 216    | 91   |                          |
| CELKEM Bundesliga                | 18     | 2    |                          |
| CELKEM Ligue 2                   | 16     | 2    |                          |
| CELKEM Švýcarská Super League    | 31     | 7    |                          |